# Ligne de Bouxwiller à Ingwiller
La ligne de Bouxwiller à Ingwiller est une ancienne ligne de chemin de fer française à écartement standard du nord de l'Alsace. Elle reliait la gare d'Ingwiller, située sur la ligne de Mommenheim à Sarreguemines, à celle de Bouxwiller située sur la ligne de Steinbourg à Schweighouse-sur-Moder. Cette ligne avait pour seule gare intermédiaire Obersoultzbach.
Dans l'ancienne nomenclature de la région Est de la SNCF, cette ligne était numérotée 99.

## Histoire
À partir de l'année 1841, il fut question à plusieurs reprises de la création d'une ligne ferroviaire reliant Ingwiller à Bouxwiller. Cependant, il faut attendre 1888 pour que ce projet se concrétise. En effet, cette année-là, 54,34 ares ont été cédés à la compagnie des chemins de fer de l'Est pour la construction de la ligne. La ligne fut finalement inaugurée en 1889. Jusqu'à quatre aller-retour étaient effectués entre les deux communes en semaine contre un seul le week-end. La vitesse de la ligne était limitée à 40km/h sur l'ensemble sur parcours. Le train qui circulait sur la ligne était surnommé "le schlembe" et emprunte la dernière fois la ligne le 23 novembre 1952.
La ligne (PK 0,400 à 5,200) est déclassée par décret le 12 novembre 1954. Une petite section reste cependant en service jusqu'à la fin des années 1980, afin de desservir l’émaillerie rhénane d'Ingwiller (PK 5,200 à 6,604),. Cette dernière section est finalement déclassée le 18 septembre 1992.

### Chiffres clés[6]
- La ligne fut mise en service le 16 décembre 1889.
- La ligne fut fermée au trafic marchandises le 21 mai 1953.
- La ligne fut fermée au trafic voyageurs le 4 octobre 1953.
- La ligne fut finalement déclassée le 12 novembre 1954.

## Infrastructure

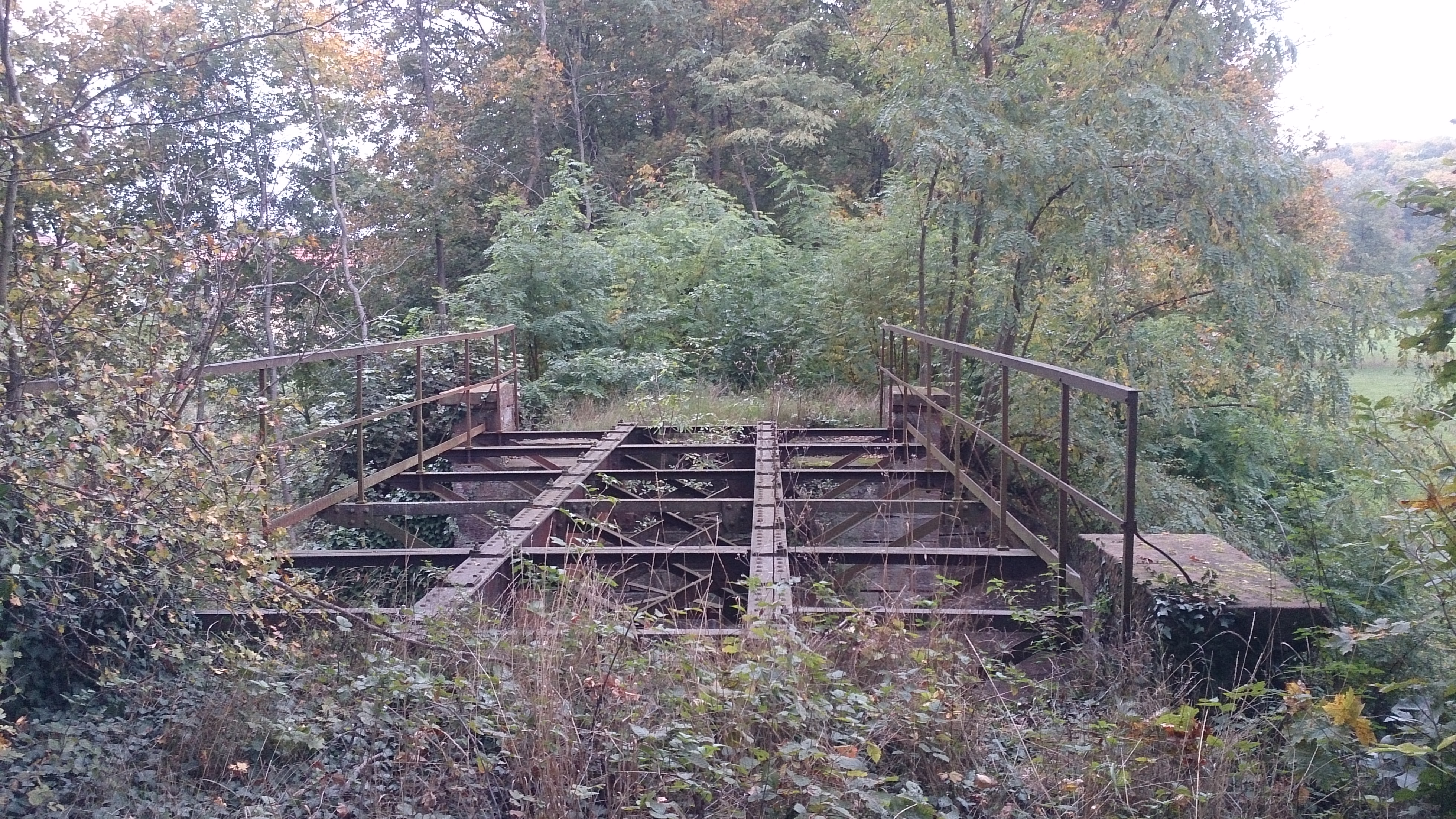
Pont au-dessus de la Soultzbach. C'est le dernier d'ouvrage d'art encore présent aujourd'hui sur la ligne, tous les autres ayant été retirés.

La ligne était relativement classique, aucune courbe importante, très peu d'ouvrages d'art (seulement quelques ponts afin de franchir les routes) et un profil en faible pente de 6 à 10mm/m.

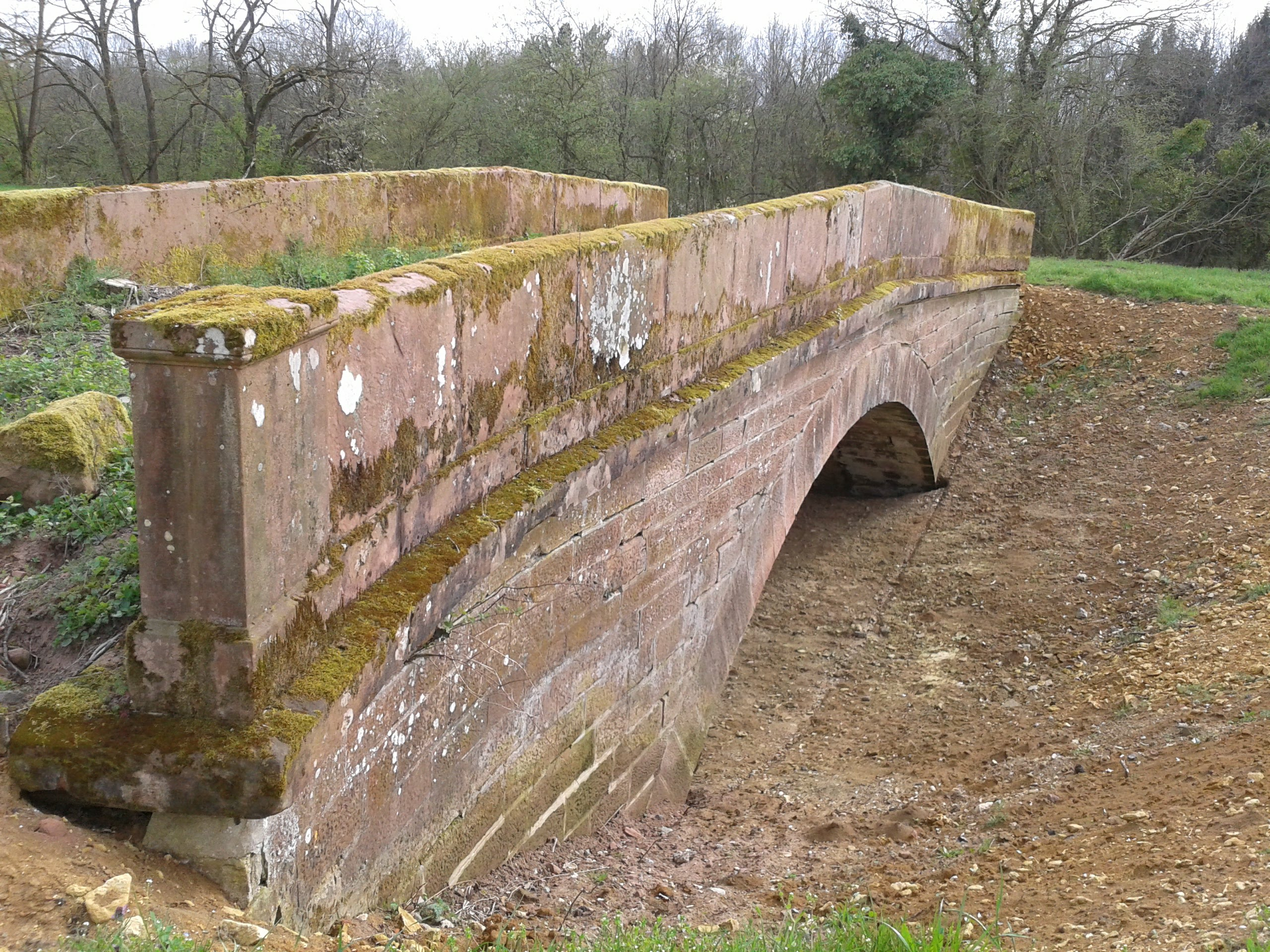
Pont à Bouxwiller